# Didymochlamys
Didymochlamys är ett släkte av måreväxter. Didymochlamys ingår i familjen måreväxter.
Kladogram enligt Catalogue of Life:
| Didymochlamys | \| \| Didymochlamys connellii \| \| \| \| \| \| Didymochlamys whitei \| \| \| \| |
|               | \| \| Didymochlamys connellii \| \| \| \| \| \| Didymochlamys whitei \| \| \| \| |
|               | Didymochlamys connellii                                                          |
|               |                                                                                  |
|               | Didymochlamys whitei                                                             |
|               |                                                                                  |